# 鈴木健 (アナウンサー)
鈴木 健（すずき けん、1967年（昭和42年）6月10日 - ）は、日本テレビのエグゼクティブアナウンサー。

## 来歴
東京都足立区北千住出身。東京都立江北高等学校、立教大学経済学部卒業。
1990年、日本テレビにアナウンサーとして入社。
入社後は報道・情報番組からスポーツにいたるまで幅広い番組を担当してきた。野球中継の担当が多かったが、後にサッカー中継の実況を担当することが多い。2002 FIFAワールドカップで、日本テレビ史上初のワールドカップ実況を担当した（対戦カードは、カメルーン対ドイツ）。2010 FIFAワールドカップでは日本対デンマーク戦の実況を担当。ラグビーワールドカップ2007中継では現地で実況を担当。ボクシング世界タイトルマッチ実況も数多く担当した。
2015年6月からスカパーに出向し、コメンタリー担当主幹を務めた。
2017年6月1日付で日本テレビに帰任。復帰後も日本テレビの他、WOWOW、DAZNでもスポーツ実況を行っている。
2022年6月1日付で、同年5月14日に死去した河村亮の後任としてアナウンス部専門部長に昇格。
現在は日本テレビ以外にU-NEXTやAmazon Prime Videoなどでボクシング中継の実況担当が多い。

## プロフィール、逸話など
- 趣味・特技 : 長風呂読書、ぶらぶら散歩、フトアゴヒゲトカゲとのコミュニケーション。
- 妻は元キャスター（タレント、女優）の田口珠美。
- 地上波とのサッカー中継の違いについて「地上波は（普段サッカーを見ない層のために）盛り上げないといけないという強迫観念にも似たものがある」といい、選手のエピソードやピッチ外の話題を織り込むようにしているが、（サッカーを見たい人が契約して視聴する）スカパー!の場合はそういったものを排除できると話している[4]。

## 担当番組

### 日本テレビ
レギュラー番組
| 期間         | 期間          | 番組名             | 役職               | 担当日     |
| ------------ | ------------- | ------------------ | ------------------ | ---------- |
| 1991年4月1日 | 1993年4月2日  | NNNニュースプラス1 | スポーツキャスター | 平日       |
| 1993年4月5日 | 1994年3月31日 | NNNきょうの出来事  | スポーツキャスター | 月～木曜日 |
| 1994年4月2日 | 2000年3月26日 | スポーツうるぐす   | サポートキャスター | 休日       |
| 2000年11月   | 2001年3月30日 | ジパングあさ6      | スポーツキャスター | （交替制） |
| 2001年4月2日 | 2002年3月29日 | レッツ!            | 司会               | 平日       |

スポーツ関連・イレギュラー番組
- スポーツ中継
- 第14回アメリカ横断ウルトラクイズの海外同行アナウンサー（国内では敗者の味方渡辺正行とともに敗者にたたかれていた）
- NNNニュースダッシュ
- ザ!情報ツウ
- プロ野球中継

### スカパー!出向時
- J1リーグサタデーナイトマッチ - MC
- サッカー中継（Jリーグ中継・UEFAチャンピオンズリーグ・UEFAヨーロッパリーグ・コパ・アメリカ・各種育成年代試合等）- 実況
- リオデジャネイロパラリンピック中継 - 実況・ハイライト番組MC